# Ali Mazrui

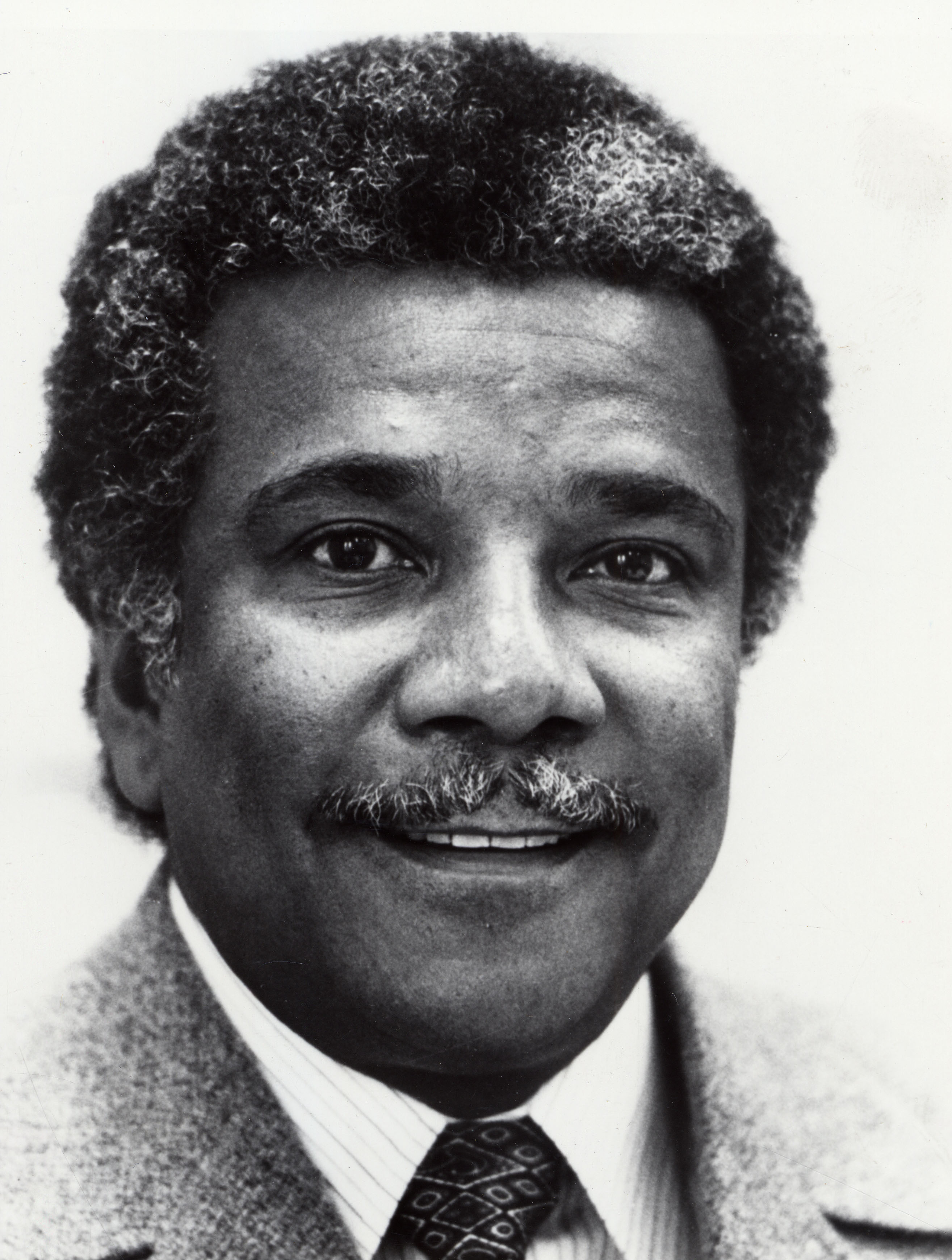
Ali Mazrui (2010)

Ali Mazrui (geb. 24. Februar 1933 in Mombasa; gest. 12. Oktober 2014 in Binghamton, NY) war ein US-amerikanisch-kenianischer Hochschullehrer und islamischer politischer Schriftsteller.

## Leben
Mazrui entstammte einer reichen und bedeutenden Familie in Kenia, die früher die Herrscher von Mombasa stellte. Alis Vater war der oberste Qādī von Kenia, die höchste Autorität für islamisches Recht.
Er lehrte an der State University of New York in Binghamton (Albert Schweitzer Professor in the Humanities) und war Direktor des Institute of Global Cultural Studies (Binghamton, NY).
Der kenianische politische Denker Ali Mazrui war im Westen vor allem als Autor und Moderator der Fernsehserie The Africans: A Triple Heritage (1986) bekannt, eine neunteilige Dokumentation von der BBC und dem US Public Broadcasting Service in Zusammenarbeit mit der Nigerian Television Authority.
Er ist Verfasser vieler Werke. Zur General History of Africa der UNESCO steuerte er den Band Africa since 1935 bei.
Der konservative amerikanische Autor und Politiker David Horowitz zählte Mazrui in seinem Buch The Professors (2006) zu den 101 gefährlichsten Akademikern in Amerika.
Die Gebete für den verstorbenen Intellektuellen wurden vom ehemaligen Obersten Qādī von Kenia, Sheikh Kassim, in der Mbaruk-Moschee gesprochen, bevor der Leichnam auf dem 900 Jahre alten Mazrui-Familiengrab in der Nähe des Fort Jesus Museums in Mombasa beigesetzt wurde.

## Publikationen
- 2008: Islam in Africa's Experience [editor: Ali Mazrui, Patrick Dikirr, Robert Ostergard Jr., Michael Toler and Paul Macharia] (New Delhi: Sterling Paperbacks).
- 2008: Euro-Jews and Afro-Arabs: The Great Semitic Divergence in History [editor: Seifudein Adem], (Washington DC: University of America Press).
- 2008: The Politics of War and Culture of Violence [editor: Seifudein Adem and Abdul Bemath], (New Jersey: Africa World Press).
- 2008: Globalization and Civilization: Are they Forces in Conflict? [editor: Ali Mazrui, Patrick Dikirr, Shalahudin Kafrawi], (New York: Global Academic Publications).
- 2006: A Tale of two Africas: Nigeria and South Africa as contrasting Visions [editor: James N. Karioki] (London: Adonis & Abbey).
- 2006: Islam: Between Globalization & Counter-Terrorism [editors: Shalahudin Kafrawi, Alamin M. Mazrui and Ruzima Sebuharara] (Trenton, NJ and Asmara, Eritrea: Africa World Press).
- 2004: The African Predicament and the American Experience: a Tale of two Edens (Westport, CT and London: Praeger).
- 2004: Almin M. Mazrui and Willy M. Mutunga (eds). Race, Gender, and Culture Conflict: Mazrui and His Critics (Trenton, New Jersey: Africa World Press).
- 2003: Almin M. Mazrui and Willy M. Mutunga (eds). Governance and Leadership:Debating the African Condition (Trenton, New Jersey: Africa World Press).
- 2002: Black Reparations in the era of Globalization [with Alamin Mazrui] (Binghamton: The Institute of Global Cultural Studies).
- 2002: The Titan of Tanzania: Julius K. Nyerere's Legacy (Binghamton: The Institute of Global Cultural Studies).
- 2002: Africa and other Civilizations: Conquest and Counter-Conquest, The Collected Essays of Ali A. Mazrui, Vol. 2 [series editor: Toyin Falola; editors: Ricardo Rene Laremont & Fouad Kalouche] (Trenton, NJ and Asmara, Eritrea: Africa World Press)
- 2002: Africanity Redefined, The Collected Essays of Ali A. Mazrui, Vol. 1 [Series Editor: Toyin Falola; Editors: Ricardo Rene Laremont & Tracia Leacock Seghatolislami] (Trenton, NJ, and Asmara, Eritrea: Africa World Press).
- 1999: Political Culture of Language: Swahili, Society and the State [with Alamin M. Mazrui] (Binghamton: The Institute of Global Cultural Studies).
- 1999: The African Diaspora: African Origins and New World Identities [co-editors Isidore Okpewho and Carole Boyce Davies] (Bloomington: Indiana University Press).
- 1998: The Power of Babel: Language and Governance in the African Experience [with Alamin M. Mazrui] (Oxford and Chicago: James Currey and University of Chicago Press).
- 1995: Swahili, State and Society: The Political Economy of an African Language [with Alamin M. Mazrui] (Nairobi: East African Educational Publishers).
- 1993: Africa since 1935: VOL. VIII of UNESCO General History of Africa [editor; asst. ed. C. Wondji] (London: Heinemann and Berkeley: University of California Press, 1993).
- 1990: Cultural Forces in World Politics (London and Portsmouth, N.H: James Currey and Heinemann).
- 1986: The Africans: A Triple Heritage (New York: Little Brown and Co., and London: BBC).
- 1986: The Africans: A Reader Senior Editor [with T.K. Levine] (New York: Praeger).
- 1984: Nationalism and New States in Africa: From about 1935 to the Present [with Michael Tidy] (Heinemann Educational Books, London).
- 1980: The African Condition: A Political Diagnosis [The Reith Lectures] (London: Heinemann Educational Books. and New York: Cambridge University Press).
- 1978: The Warrior Tradition in Modern Africa [editor] (The Hague and Leiden, The Netherlands: E.J. Brill Publishers).
- 1978: Political Values and the Educated Class in Africa (London: Heinemann Educational Books and Berkeley, CA: University of California Press).
- 1977: State of the Globe Report, 1977 (edited and co-authored for World Order Models Project)
- 1977: Africa's International Relations: The Diplomacy of Dependency and Change (London: Heinemann Educational Books and Boulder: Westview Press).
- 1976: A World Federation of Cultures: An African Perspective (New York: Free Press).
- 1975: Soldiers and Kinsmen in Uganda: The Making of a Military Ethnocracy (Beverly Hills: Sage Publication and London).
- 1975: The Political Sociology of the English Language: An African Perspective: (The Hague: Mouton Co.).
- 1973: World Culture and the Black Experience (Seattle: University of Washington Press).
- 1973: Africa in World Affairs: The Next Thirty Years [co-edited with Hasu Patel] (New York and London: The Third Press).
- 1971: The Trial of Christopher Okigbo [novel] (London: Heinemann Educational Books and New York: The Third Press).
- 1971: Cultural Engineering and Nation-Building in East Africa (Evanston, Illinois: Northwestern University Press).
- 1970: Protest and Power in Black Africa [co-edited with Robert I. Rotberg] (New York: Oxford University Press).
- 1969: Violence and Thought: Essays on Social Tentions in Africa (London and Harlow: Longman).
- 1967: Towards a Pax Africana: A Study of Ideology and Ambition (London: Weidenfeld & Nicolson, and University of Chicago Press).
- 1967: On Heroes and Uhuru-Worship: Essays on Independent Africa (London: Longman).
- 1967: The Anglo-African Commonwealth: Political Friction and Cultural Fusion (Oxford: Pergamon Press).